# Hersilia baforti
Espèce
Hersilia baforti est une espèce d'araignées aranéomorphes de la famille des Hersiliidae.

## Distribution
Cette espèce  se rencontre au Congo-Kinshasa et en Ouganda.

## Description
Les mâles mesurent de 4,80 à 4,96 mm et les femelles de 4,88 à 6,72 mm.

## Publication originale
- Benoit, 1967 : Révision des espèces africaines du genre Hersilia Sav. et Aud. (Aran.-Hersiliidae). Revue de zoologie et de botanique africaines, vol. 76, p. 1-36.